# Eindeutigkeit
Eindeutigkeit  ist eine Zuordnung, bei der ein Zeichen (zum Beispiel ein Wort, ein Satz) genau eine Bedeutung hat. 
Bei mehreren Bedeutungen liegt Mehrdeutigkeit vor, bei genau zwei Bedeutungen spricht man auch von Doppeldeutigkeit und bei unscharfer Bedeutung von Unschärfe (Sprache). 
Eindeutig sind auch soziale Situationen, die nicht oder kaum misszuverstehen sind – im Gegensatz zu Konfliktsituationen, deren Reizkonstellationen mehrdeutig zu nennen sind und deren Bearbeitung einer größeren Anstrengung bedarf, als es bei eindeutigen Situationen der Fall ist. Die Gestaltung wirklich eindeutiger Situationen aber ist ein schwieriges Unterfangen, da die Wahrnehmung und Verarbeitung der Reize durch unterschiedliche Individuen in der Regel voneinander verschieden ist und folglich wahrscheinlich auch als nicht eindeutig gewertet werden könnte. Insofern ist es im sozialen Zusammenhang sinnvoll, von mehr oder weniger eindeutigen Situationen zu sprechen.

## Linguistik
Sprachliche Äußerungen sind oft nicht eindeutig. Wissenschaftliche Arbeiten sollen aber möglichst eindeutig sein.
Eines der schwierigsten Probleme bei der automatischen Verarbeitung natürlicher Sprachen ist es, die Mehrdeutigkeit sprachlicher Zeichen auf eine Interpretation hin aufzulösen. Menschen gelingt dies leicht, wie auch die Unterscheidung zwischen gewollter und ungewollter Mehrdeutigkeit. Sprachverarbeitende Programme der heutigen Generation scheitern oft daran. Durch den Kontext können mehrdeutige Texte eindeutig werden.
Es gibt verschiedene Möglichkeiten, Eindeutigkeit zu schaffen.
- In Fachsprachen werden die Wörter bzw. Zeichen möglichst exakt definiert.
- In der Umgangssprache werden Zusatzinformationen verwendet.

Durch Sprachänderung kann die frühere Eindeutigkeit eines Wortes verlorengehen und es bilden sich polyseme oder homonyme Wörter mit zwei oder mehr Bedeutungen.
Um eine Sprache eindeutig zu gestalten, kann sie normiert werden. Das trifft insbesondere auch auf Programmiersprachen zu.
In der Wissenschaft hat es oft Vorteile, Fremdwörter zu benutzen, deren Sinn nicht durchsichtig ist bzw. aus den Bestandteilen ableitbar ist. Es ist dann einfacher, diese exakt und eindeutig zu definieren, weil lange eingeprägte Grundbedeutungen der Muttersprache sonst die Definitionen überdecken. Beispiel: „Tätigkeitswort“ ist das deutsche Wort für „Verb“. Ein Verb bezeichnet aber nicht unbedingt eine Tätigkeit, während zur Bezeichnung einer Tätigkeit nicht unbedingt ein Verb erforderlich ist. In „Ich besitze etwas“ beschreibt das Verb eher einen Zustand oder eine Beziehung, als eine Tätigkeit. In „Das Gehen dauert lang.“ bezeichnet „das Gehen“ eine Tätigkeit, ist aber ein Substantiv, also ein Dingwort.  Das Wort „Verb“ bezeichnet eine grammatische Wortklasse, nicht eine Tätigkeit. Das Wort „Tätigkeitswort“ bezeichnet dieselbe Wortklasse, erscheint aber mehrdeutig, da man in der Umgangssprache eine Tätigkeit damit verbindet.

## Mathematik
{\displaystyle P} bezeichne ein abstraktes mathematisches Problem. Wir sagen, {\displaystyle x} sei eine Lösung von {\displaystyle P}, wenn {\displaystyle P(x)} eine wahre Aussage ist. {\displaystyle P} heißt lösbar, falls ein {\displaystyle x} existiert, sodass {\displaystyle P(x)} wahr ist. Zur Definition der Eindeutigkeit müssen wir nicht notwendig die Existenz einer Lösung voraussetzen. {\displaystyle P} heißt eindeutig, falls sich zwei beliebige Lösungen von {\displaystyle P} gleichen.
In der Prädikatenlogik kann Eindeutigkeit ausgedrückt werden durch:
{\displaystyle \forall \,x,y\,(P(x)\wedge P(y)\Rightarrow x=y)}
Zuordnungen (Relationen) können in zwei Richtungen eindeutig oder mehrdeutig sein:
- Rechtseindeutige Zuordnungen nennt man Abbildungen oder Funktionen (d. h. anschaulich: kein Element der „linken Seite“ hat mehr als einen zugewiesenen Partner auf der „rechten Seite“, der „rechte Partner“ eines Elements ist also eindeutig bestimmt; hierbei wird gedanklich sinnvollerweise in zwei „Seiten“ getrennt, etwa in die linke bzw. rechte Seite bei der tabellarischen Darstellung von Funktionen). Eine Funktion weist präziser jedem Element einer Definitionsmenge {\displaystyle A} (einem x-Wert) genau ein Element einer Zielmenge {\displaystyle B} (einen y-Wert) zu.
- Linkseindeutige (sog. injektive) Zuordnungen (kein Element auf der rechten Seite hat mehr als einen Partner auf der linken Seite) ordnen jedem Element der „rechten Seite“ maximal einen, also eindeutig einen „linken Partner“ zu.

Funktionen bzw. Abbildungen können zudem surjektiv oder bijektiv sein.